# Stramien

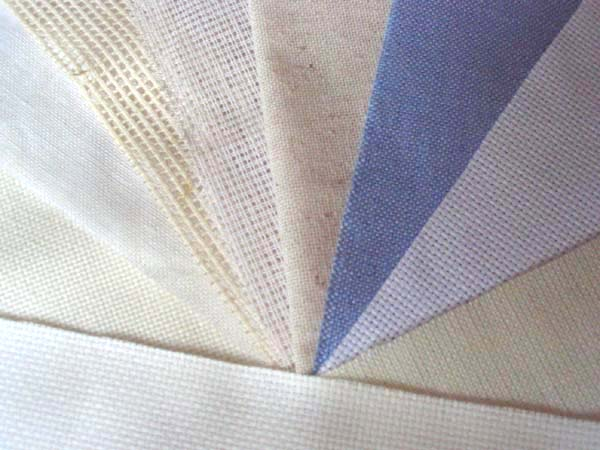
verschillende soorten stramien

Stramien is een grof weefsel van katoen of linnen dat geschikt is om op te borduren of als drager van een geknoopt tapijt. 
Om het borduur- of knoopwerk te vergemakkelijken kan stramien bedrukt zijn met patronen.